# オッフェンバッハ・アン・デア・クヴァイヒ
オッフェンバッハ・アン・デア・クヴァイヒ (独: Offenbach an der Queich) はドイツ連邦共和国 ラインラント＝プファルツ州ズュートリヒェ・ヴァインシュトラーセ郡の町村。オッフェンバッハ・アン・デア・クヴァイヒ連合自治体 (独: Verbandsgemeinde Offenbach an der Queich) の行政庁所在地となっている。
クヴァイヒ川沿いの街で、ランダウの東約6kmに位置する。